# Rhyacophila foliacea
Rhyacophila foliacea là một loài Trichoptera trong họ Rhyacophilidae. Chúng phân bố ở miền Cổ bắc.